# Группа D чемпионата Европы по хоккею с шайбой среди юниорских команд
Группа D чемпионата Европы по хоккею с шайбой среди юниорских команд — ежегодное спортивное соревнование по хоккею с шайбой, которое проводилось под эгидой ИИХФ. Являлась четвёртым эшелоном чемпионатов Европы по хоккею с шайбой среди юниорских команд.

## История
В 1995 году Группа C чемпионата Европы по хоккею с шайбой среди юниорских команд была разделена на две группы С1 и С2. 
Группу С1 составили сборные Украины, Латвии, Словении, Великобритании, Эстонии и Испании, которая заняла последнее место в группе В юниорского чемпионата Европы 1994 года. Группу С2 составили сборные Литвы, Хорватии, Нидерландов, Болгарии и новички турнира команды Израиля и Турции. В 1996 году сборные Нидерландов, Югославии, Болгарии, Израиля, Турции и новичка соревнований сборной Греции образовали группу D. Турнир в рамках группы D продолжался до 1998 года и со следующего года соревнования в этой группе стали проводиться в рамках 2-го дивизиона Чемпионата Европы среди юниоров. В 2000 году состоялся последний турнир, а в 2001 году прошёл первый чемпионат мира среди юниоров в 3-м дивизионе.

## Результаты Группы D

### 1995
| Год  | Вышли в Группу С | Вышли в Группу С | Составили в Группу D | Составили в Группу D | Составили в Группу D | Составили в Группу D | Составили в Группу D | Новичок турнира группы D |
| ---- | ---------------- | ---------------- | -------------------- | -------------------- | -------------------- | -------------------- | -------------------- | ------------------------ |
| 1995 | Литва            | Хорватия         | Нидерланды           | Югославия            | Израиль              | Болгария             | Турция               | Греция                   |

### 1996–1997
| Год  | Вышли в Группу С | Перешли в Группу D |
| ---- | ---------------- | ------------------ |
| 1996 | Нидерланды       | Испания            |
| 1997 | Югославия        | Нидерланды         |

### 1998–1999
| Год  | Вышли в Первый дивизион ЧЕ | Вылетели во Второй дивизион ЧЕ |
| ---- | -------------------------- | ------------------------------ |
| 1998 | Казахстан                  | не было перехода               |
| 1999 | Испания                    | Хорватия, Югославия            |

### 2000
| Год  | Вышли в Первый дивизион ЧЕ | Вылетели во Второй дивизион ЧЕ | Вылетели во Второй дивизион ЧЕ | Вылетели из Второго дивизиона ЧЕ |
| ---- | -------------------------- | ------------------------------ | ------------------------------ | -------------------------------- |
| 2000 | Хорватия                   | Испания                        | Румыния                        | Исландия                         |

## 2001
В 2001 году произошли следующие изменения в названиях турниров:
- Группа В Чемпионата мира по хоккею с шайбой среди юниорских команд - Первый дивизион чемпионата мира по хоккею с шайбой среди юниорских команд
- Первый дивизион чемпионата Европы по хоккею с шайбой среди юниорских команд - Второй дивизион чемпионата мира по хоккею с шайбой среди юниорских команд
- Второй дивизион чемпионата Европы по хоккею с шайбой среди юниорских команд - Третий дивизион чемпионата мира по хоккею с шайбой среди юниорских команд